# Ova församling
Ova församling var en församling i Skara stift och i Götene kommun. Församlingen uppgick 2010 i Husaby församling. 

## Administrativ historik
Församlingen har medeltida ursprung.
Församlingen var till 1992 annexförsamling i pastoratet Husaby, Skälvum och Ova som även omfattade från 1 juni 1929 Kinne-Kleva församling och Sils församling och från 1962 Ledsjö församling. Från 1992 till 2010 annexförsamling i pastoratet Husaby, Skälvum, Ova, Ledsjö och Kleva-Sil. Församlingen uppgick 2010 i Husaby församling.

## Kyrkor
- Ova kyrka